# Nyíracsád
Nyíracsád es un pueblo húngaro perteneciente al distrito de Nyíradony, condado de Hajdú-Bihar.

## Superficie
Cuenta con una superficie de 74,93 km².

## Demografía
Hasta 2024 la población era de 3611 habitantes, con una densidad de población de 48,19 hab/km².
| Gráfica de evolución demográfica de Nyíracsád entre 2020 y 2024 |
|                                                                 |
| Datos según la Oficina Central de Estadística de Hungría.       |